# Erik Julius Modeé
Erik Julius Modeé, född 6 januari 1741 i Västra Husby församling, Östergötlands län, död 28 september 1810 i Västra Hargs församling, Östergötlands län, var en svensk präst.

## Biografi
Erik Julius Modeé föddes 1741 i Västra Husby församling. Han var son till kornetten Julius Modée och Anna Cristina Finke. Modeé blev1763 student vid Uppsala universitet och prästvigdes 15 november 1772. Han blev 1778 komminister i Tjärstads församling och 13 november 1799 kyrkoherde i Västra Hargs församling, tillträdde direkt. Modeé var opponent vid prästmötet 1797. Han avled 1810.